# Real Polícia de Santa Lúcia

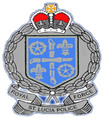
Brasão

A Real Polícia de Santa Lúcia (em inglês: Royal Saint Lucia Police Force), fundada em 1834, é a força policial de Santa Lúcia.
Esta fora possui 14 estações policiais espalhadas por todas as ilhas do país, com 19 unidades operacionais a servir uma população de aproximadamente 175 mil habitantes.